# 성창순
성창순(成昌順, 1934년 1월 10일 ~ 2017년 1월 5일)은 대한민국의 국악인이다.

## 주요 이력
전라남도 광주에서 태어났다. 명창 성원목은 그녀의 아버지인데 어려서부터 부친이 문도들에게 가르치는 소리를 귀담아 듣고 그대로 방창하는 천재적 소질을 지녔다. 부친은 딸의 소리 자질을 인정하고 판소리를 가르치기 시작하였는데, 그녀가 1946년 보통학교를 졸업할 무렵에는 춘향가, 심청가, 흥보가 세 마당의 이수를 끝냈다. 1954년에 김연수 명창에게서 심청가를, 명창 김소희에게서 춘향가를, 그리고 명창 정응민에게서 수궁가, 명창 박녹주에게서 흥보가, 정권진 명창에게서 적벽가를 배워 일가를 이루었다.
1968년에 한국국악협회 주최로 열린 전국명창경연대회에서 1등을 시작으로 1978년에는 제4회 전주대사습놀이 전국대회에 출전하여 판소리 명창부 장원으로 대통령상을 수상한 영광을 안았으며, 1982년에 KBS 제정 국악대상을 받는 등 실력이 뛰어났다. 1991년에 중요무형문화재 제5호 판소리 기능보유자로 지정되었다.